# うえむらちかの鯉スル企画室
うえむらちかの鯉スル企画室は、RCCラジオが2020年4月4日から毎週土曜日に放送中のラジオ番組。うえむらちかの冠番組で、愛称はコイラボ。

## 概要
番組開始当初は21時45分からの15分番組だったが、2020年10月より30分に拡大、放送時間も19時半に移動したが、その後更に2021年4月より20時-20時半に移動。NPB開催期間中は放送とナイターが被った際には翌日以降に振り替えられる。
カープ女子であるパーソナリティのうえむらちかが、広島東洋カープや広島にまつわるグッズ等を開発する企画室というコンセプトでスタート。

## コーナー

### ふつおた
リスナーからの一般のお便りコーナー。メール以外でも、「#コイラボ」を付けたツイートなども扱う。

### 室長！聞いてくださいよ
リスナーからの質問に「室長」のうえむらちかが答えるコーナー。

### 広島の中心で、コイを叫ぶ
リスナーの発案でスタートしたコーナー。リスナーの、何かへの熱い想いを室長が代弁するコーナー。コイを叫ぶ対象は広島やカープに関係しなくてもよい。
その他、グッズ開発に関する企画の進捗に応じてインタビュー等のコーナーがある場合もある。